# Anvis Group
Die Anvis Group ist ein Hersteller von Antivibrationssystemen zur Entkopplung von schwingenden Teilen in industriellen Anwendungen, spezialisiert auf  Komponenten aus Elastomeren und hat langjährige Erfahrung mit Gummi- und Gummi-Metall-Dämpfern.

## Produkte
Die Anvis Unternehmensgruppe entwickelt und fertigt komplexe technische Systeme und Komponenten aus Elastomeren. Diese werden in vielen industriellen Anwendungen eingesetzt. Grundlage der Produkte sind spezifische Kenntnisse und langfristig erprobte experimentelle Erfahrungen in der Verarbeitung von Naturkautschuk, Synthesekautschuk, Silikon sowie Kunststoff. Die Anvis Group hält in diesem Bereich diverse Patente.
Weiterhin liefert Anvis unter der Marke KLEMATCH Banden für Billardtische im professionellen Spieltisch Bereich.

### Automotive
Auftragsfertigung für die Automobilindustrie sowie Produktion von diversen Ersatzteilen.

### Kompensatoren & Dichtungen
Die Dilatoflex- und Kledil-Komponenten verbinden Rohrleitungen flexibel und erfüllen Umwelt- und Sicherheitskriterien, hierzu gehört die Bewältigung thermischer Ausdehnungen und Vibrationen in komplexen Rohrsystemen. Die Komponenten werden in der Chemie- und Energiebranche eingesetzt.
Dichtungen für Frischwasserleitungen nach dem System PAM (Pont A Mousson).

### Bahn- und Schienenverkehrssysteme
Entwicklung und Produktion von spezifischen Komponenten zur Entkopplung des Rad-Schiene-Systems bei Schienenfahrzeugen zur Komfortsteigerung und Erhöhung der Sicherheit. Produkte von Anvis finden Anwendung in Hochgeschwindigkeitszügen, Lokomotiven sowie U- und Straßenbahnen. Die Anvis Group ist OEM Lieferant sowie Systempartner vieler Bahnbetreiber.

## Geschichte
Im Jahr 1910 wurde das Unternehmen Kléber-Colombes in Decize (Frankreich) gegründet, das auf die Verarbeitung von Elastomeren und elastischen Verbindungen spezialisiert war.
1956, nahm der Automobilzulieferer Woco Industrietechnik GmbH seine Arbeit auf, der ab 1980 in die Entwicklung und Fertigung von schwingungstechnischen Bauteilen für Automobile einstieg. Damals entstanden die ersten Automobilteile in einer Gummi-Metall-Kombination, durch die Vibrationen und Fahrgeräusche im Auto reduziert werden konnten. Grundlage dafür waren Innovationen im Bereich der Kautschuk-, Plastik- und Metall-Haftvermittlungstechnologie.
Michelin übernahm 1982 die Kléber Group, gründete die CMP Kléber Industry und arbeitete ebenfalls in der Gummiverarbeitung für Fahrzeuge. Zur Jahrtausendwende flossen die bis dahin gewonnenen Erfahrungen in ein Joint Venture zwischen Woco und Michelin ein. Unter dem Namen Woco Michelin AVS produzierte das Unternehmen zunächst am Stammsitz in Bad Soden-Salmünster und weltweit an verschiedenen Standorten weiter.
2007 wurde das Joint Venture von Olaf Hahn übernommen und in die Anvis Group GmbH umbenannt. Die Geschäftsleitung übernahm Olaf Hahn, der das Unternehmen bis 2020 führte. 2013 wurde das Unternehmen durch den japanischen Konzern Sumitomo Riko übernommen und in einen der weltweit führenden Anbieter für industrielle Elastomerkomponenten integriert. Im Jahr 2015 wurde Anvis in SumiRiko AVS Germany umbenannt.
Im Jahr 2020 wurden der Standort Epinal (Frankreich) und die SumiRiko Industry France am Standort Decize (Frankreich) im Rahmen eines Management Buy Outs durch die Anvis Holding SAS übernommen. Die Standorte firmieren unter den Namen Anvis Epinal und Anvis Decize.